# Iresa
Iresa is een Spaans historisch merk van motorfietsen.
De bedrijfsnaam was: Constructiones Meccanicas Iresa, Madrid
Iresa begon in 1956 met de productie van lichte motorfietsen met 200cc-Villiers-tweetaktmotoren. Mogelijk betrof het in Spanje in licentie geproduceerde Hispano-Villiers-blokken. De productie werd in 1959 beëindigd.